# Grand marché de Pointe-Noire
Le Grand marché de Pointe-Noire est l'un des principaux centres commerciaux de la ville de Pointe-Noire, capitale économique de la république du Congo. Situé dans le deuxième arrondissement Lumumba, il constitue un lieu emblématique d'activité commerciale à la fois traditionnelle et moderne, essentielle pour la vie économique et sociale des habitants.

## Histoire et localisation
Historiquement, le Grand marché se trouve dans les quartiers anciens de Pointe-Noire, s'étendant sur plusieurs rues qui présagent le nom des jours de la semaine. Il est porté près du rond-point Lumumba, un point névralgique de la ville. Ce marché a longtemps été un lieu foisonnant d'échoppes hétéroclites, où les Ponténégrins peuvent trouver une grande diversité de produits allant des denrées alimentaires aux articles divers du quotidien.
En raison de sa vétusté, l'ancien marché central a été démoli en 2015, marquant un tournant vers sa modernisation dans le cadre d'un ambitieux programme d'assainissement et de renouvellement urbain initié par le gouvernement congolais. La construction du nouveau marché moderne a été lancée en juin 2017, avec comme objectif d'offrir aux commerçants et aux usagers un environnement plus sain, sécurisé et mieux organisé.

## Description et aménagements
Le nouveau Grand marché de Pointe-Noire est un ouvrage architectural moderne, composé de deux blocs sur deux niveaux (R+2) offrant environ 5 000 places commerciales. Cette infrastructure comprend des chambres froides, un supermarché, des restaurants et des terrasses pour répondre aux besoins variés des marchands et des visiteurs.
Les travaux sont exécutés par la société italienne Franco Villarecci, et ont été soutenus activement par les autorités nationales et locales. L'objectif est de concilier modernité et fonctionnalités, tout en améliorant le cadre de vie des usagers du marché. La mise en place de ce marché moderne participe ainsi à la dynamisation de l'économie locale, tout en répondant aux normes d'hygiène et de sécurité plus strictes.

## Rôle et importance
Le Grand marché représente un point névralgique pour le commerce de détail à Pointe-Noire, attirant quotidiennement de nombreux vendeurs et acheteurs. Il joue un rôle social important en tant que lieu de rencontre et d'échanges économiques, contribuant à la vie communautaire de la ville.
Son assainissement et sa modernisation témoignent de la volonté des autorités congolaises de développer les infrastructures urbaines pour améliorer la qualité de vie et soutenir le développement économique durable.

## Accès
Le marché est facilement accessible depuis le centre-ville de Pointe-Noire et est situé à proximité de nombreux quartiers populaires, garantissant un flux constant de visiteurs tout au long de la semaine.